# Вадонг (річка)
Ва́донг (пол. Wadąg) — річка в північно-східній Польщі, притока Лини.
Свій початок — канал Димерський — має на південному сході міста Біскупець. Перепливає через озера Кракси, Дадай, Тумянське, Піш, Вадонг. Головна притока — Кермас.
Відтинок який називається Вадонг починається біля озера Вадонг, яке збирає воду з кількох водостоків: річки Піси з озера Піш, річки Косьна з озера Косьно та струмочків, що пливуть із півночі.
Вадонг витікає у Лину в адміністративних межах міста Ольштин.
Басейн складається з глини, піску і гравію. В долинах зустрічається торф.
Структури землекористування водозбору різноманітні. Найбільшу площу займає рілля. Ліси виступають в головному південно-східну частину басейну, а також на територіях, розташованих на захід від озера Дадай і в околицях озера Піш. Луги та неорні землі знаходятья в зниженнях рельєфу та в долинах річки.